# WebAuthn
Web Authentication（WebAuthn）是由万维网联盟發布的網頁標準。該標準定義了一個標準Web API，用户可以通過這個API在Web上进行安全认证。它通过使用数字签名验证用户身份，解决了许多基于密码的传统身份验证问题 。Google、Microsoft以及Mozilla均在其研發的浏览器中支持WebAuthn标准。WebAuthn支援不同類型的憑證，其中同步可發現憑證（英語：synced discoverable credentials，也稱為通行密鑰）是最常見的。WebAuthn 经常被吹捧为完全取代密码，即彻底消除了对密码的需求。然而，大多数支持 WebAuthn 的网站仍然以某种方式使用密码。

## 外部連結
- Web Authentication: An API for accessing Public Key Credentials Level 1 （页面存档备份，存于）
- Web Authentication Working Group （页面存档备份，存于）
- Web Authentication API on MDN （页面存档备份，存于）
- WebAuthn Awesome （页面存档备份，存于）